# Huseynagha Atakishiyev
Huseynagha Aghahuseyn oghlu Atakishiyev (en azerí: Hüseynağa Ağahüseyn oğlu Atakişiyev, Bakú, Unión Soviética, 8 de septiembre de 1949 – Bakú, Azerbaiyán, 9 de abril de 2006) fue un actor y director de teatro azerbaiyano, además fue el fundador, director artístico y director del Teatro Juvenil Estatal de Azerbaiyán. Fue galardonado con el título de Artista de Honor de la República Socialista Soviética de Azerbaiyán (1982).

## Biografía
Huseynagha Atakishiyev nació el 8 de septiembre de 1949 en Bakú, en esa época parte de la Unión Soviética actualmente capital de la República de Azerbaiyán. Después de graduarse en el Instituto Estatal de Artes de Azerbaiyán en 1975, comenzó a trabajar como actor en el Teatro Dramático Shaki en Shaki. Un año después, comenzó a ejercer como director en jefe de ese teatro, posteriormente, en 1985, Ingresó a trabajar en el Teatro Académico Estatal de Drama de Azerbaiyán.
Posteriormente, abandonó el Teatro Dramático Nacional y en 1989 creó el Teatro Juvenil de Azerbaiyán. Fue director artístico y director del teatro hasta su muerte. El Teatro Juvenil inició su actividad creativa el 27 de marzo de 1989 con la obra de Yusif Samadoghlu «El día del asesinato». En 1993, el teatro obtuvo el estatus de «Estatal» y paso a llamarse Teatro Juvenil Estatal de Azerbaiyán.
A lo largo de su carrera dirigió más de 157 obras de teatro y desempeñó más de 57 papeles como actor. En 1995, representó en Estambul (Turquía) la comedia musical del compositor azerbaiyano, Uzeyir Hajibeyov, «Arshin Mal Alan».
Murió el 9 de abril de 2006 a los 56 años de edad en Bakú (Azerbaiyán).